# نصرت‌الله امینی
نصرت‌الله امینی (زاده خرداد ۱۲۹۴، اراک – درگذشته ۳۱ فروردین ۱۳۸۸)، فعال سیاسی ملی‌گرای ایرانی بود. نصرت الله امینی وکیل دکتر مصدق بود. او پدر محمد امینی پژوهشگر تاریخ معاصر است.

## زندگی
در خانواده ای قدیمی و اهل فرهنگ زاده شد. پدر او به خاندان قریب گرکانی وابستگی داشت. در هفت سالگی و در پی جدایی پدر و مادرش و ازدواج مادر با سید محمد صدر محلاتی (برادرزاده محسن صدر) تحت تربیت او که حقوقدانی برجسته بود، قرار گرفت. نصرت الله امینی در نتیجه این ازدواج سه خواهر ناتنی داشت، از جمله بهجت صدر که یکی از پیشگامان نقاشی مدرن ایران است.

## فعالیت‌های سیاسی
وی فعالیت سیاسی را همزمان با نهضت ملی شدن صنعت نفت آغاز کرد و در دوران نخست‌وزیری محمد مصدق، رئیس بازرسی دفتر وی و همچنین مدتی نیز شهردار تهران بود. او پس از کودتای ۲۸ مرداد نیز به عنوان وکیل مصدق در کنار وی بود.
امینی به عنوان نخستین رئیس سازمان تأمین اجتماعی که در زمان دولت ملی مصدق تأسیس شده بود نیز فعالیت کرد.
او پس از انقلاب در دولت موقت مهدی بازرگان به سمت استانداری استان فارس منصوب گردید و از مهم‌ترین اقدامات او در این سمت مقاومت او به کمک مردم مرودشت در برابر اقدام خلخالی در تخریب پارسه بود. وی پس از چندی در اعتراض به عملکرد همراهان خلخالی از این سمت استعفا داد.
امینی در گفتگو با ضیاء صدقی (در پروژه تاریخ شفاهی ایران) به برخورد یا اعتراضش به خلخالی، اشاره ای نمی‌کند. او علت استعفایش را از استانداری فارس، عدم تمکین پاسداران عنوان می‌کند.

## درگذشت
نصرت‌الله امینی بامداد روز دوشنبه ۳۱ فروردین ۱۳۸۸، در ۹۴ سالگی، به‌علت ابتلای به سینه پهلو (ذات‌الریه) در بیمارستانی در حومهٔ واشینگتن چشم از جهان فروبست. او از آخرین یاران بازماندهٔ محمد مصدق بود.